# Phillip Sharp
Phillip Allen Sharp (Falmouth, 6 giugno 1944) è un genetista e biologo statunitense, vincitore, insieme a Richard Roberts, del premio Nobel per la medicina nel 1993, «per la scoperta dello splicing dei geni».

## Biografia

### Studi e carriera universitaria
Sharp nasce a Falmouth, nel Kentucky. Studia chimica e matematica presso lo Union College. Consegue il dottorato in chimica presso l'Università dell'Illinois all'Urbana-Champaign nel 1969. In seguito, lavora al California Institute of Technology (Caltech) fino al 1979, studiando i plasmidi. Successivamente, studierà l'espressione genica nelle cellule umane al Cold Spring Harbor Laboratory, sotto la supervisione di James Dewey Watson.
Nel 1974, gli viene offerta una cattedra al Massachusetts Institute of Technology da Salvador Luria. Diviene direttore del Centro per la ricerca sul cancro (ora denominato Koch Institute for Integrative Cancer Research) del MIT dal 1985 al 1991, direttore del dipartimento di biologia dal 1991 al 1999 e direttore del McGovern Institute for Brain Research dal 2000 al 2004. Attualmente è professore di biologia ed è stato Institute Professor del MIT dal 1999.

### Vita privata
Sharp sposa Ann Holcombe nel 1964 con la quale ha tre figlie.

## Ricerca
Sharp scoprì che negli eucarioti i geni non consistono in tratti contigui, ma contengono sequenze di DNA non codificante denominate introni, i quali vengono eliminati dal RNA messaggero attraverso un processo chiamato splicing; esso può determinare la produzione di proteine differenti a partire dalla medesima sequenza di DNA.
Attualmente Sharp sta lavorando su piccoli RNA ed altri tipi di RNA non codificanti; in particolare, il suo laboratorio di ricerca lavora per identificare gli mRNa bersaglio dei microRNA (miRNA), ed ha scoperto una tipologia di miRNA che viene prodotta da sequenze adiacenti al sito d'inizio della trascrizione. Il suo laboratorio, inoltre, studia anche come i miRNA abbiano una funzione regolatrice nell'angiogenesi e nella risposta allo stress cellulare.

## Premi e riconoscimenti

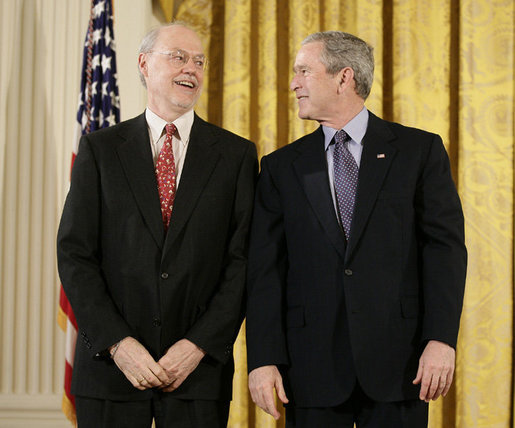
Phillip Sharp con George W. Bush, alla premiazione della National Medal of Science nel 2004.

Nel 1988 gli viene assegnato il Louisa Gross Horwitz Prize dalla Columbia University insieme a Thomas Cech.
Nel 1993 ottiene il premio Nobel per la medicina, per «la scoperta che i geni negli eucarioti non sono costituiti da un trascritto continuo, ma contengono introni, e che lo splicing dell'RNA messaggero può avvenire in modi diversi, ottenendo diverse proteine dalle stesse sequenze di DNA».
Nel 2004 viene premiato con la National Medal of Science in biologia.
Nel 2011 è stato posizionato alla 5ª posizione nella classifica dei 150 maggiori innovatori del Massachusetts Institute of Technology (MIT150).
Nel 2015 è stato scelto come vincitore del Othmer Gold Medal.

## Pubblicazioni integrali
- Petersen C.P., Bordeleau M.E., Pelletier J., Sharp P.A., Short RNAs Repress Translation after Initiation in Mammalian Cells, in Mol Cell., vol. 21, n. 4, 17 febbraio 2006,  pp. 533-42, DOI:10.1016/j.molcel.2006.01.031, PMID 16483934.

- Cheng C., Sharp P.A., Regulation of CD44 Alternative Splicing by SRm160 and its Potential Role in Tumor Cell Invasion, in Mol Cell Biol., vol. 26, n. 1, January 2006,  pp. 362-70, DOI:10.1128/MCB.26.1.362-370.2006, PMC 1317625, PMID 16354706. URL consultato il 31 maggio 2016 (archiviato dall'url originale il 27 settembre 2011).

- Tantin D., Schild-Poulter C., Wang V., Hache R.J., Sharp P.A., The Octamer Binding Transcription Factor Oct-1 is a Stress Sensor, in Cancer Res., vol. 65, n. 23, 1º dicembre 2005,  pp. 10750-8, DOI:10.1158/0008-5472.CAN-05-2399, PMID 16322220.

- Grishok A., Sharp P.A., Negative Regulation of Nuclear Divisions in Caenorhabditis Elegans by Retinoblastoma and RNA Interference-related Genes, in Proc Natl Acad Sci U S A., vol. 102, n. 48, 29 novembre 2005,  pp. 17360-5, DOI:10.1073/pnas.0508989102, PMC 1297700, PMID 16287966.

- Sharp P.A., 1918 Flu and Responsible Science, in Science, vol. 310, n. 5745, 7 ottobre 2005,  p. 17, DOI:10.1126/science.310.5745.17, PMID 16210500.

- Miskevich F., Doench J.G., Townsend M.T., Sharp P.A., Constantine-Paton M., RNA Interference of Xenopus NMDAR NR1 in vitro and in vivo, in J Neurosci Methods, vol. 152, 1–2, 15 aprile 2006,  pp. 65-73, DOI:10.1016/j.jneumeth.2005.08.010, PMID 16182372.

- Hong J.H., Hwang E.S., McManus M.T., Amsterdam A., Tian Y., Kalmukova R., Mueller E., Benjamin T., Spiegelman B.M., Sharp P.A., Hopkins N., Yaffe M.B., TAZ, a Transcriptional Modulator of Mesenchymal Stem Cell Differentiation, in Science, vol. 309, n. 5737, 12 agosto 2005,  pp. 1074-8, DOI:10.1126/science.1110955, PMID 16099986.

- Houbaviy H.B., Dennis L., Jaenisch R., Sharp P.A., Characterization of a Highly Variable Eutherian microRNA Gene, in RNA, vol. 11, n. 8, August 2005,  pp. 1245-57, DOI:10.1261/rna.2890305, PMC 1370808, PMID 15987809.

- Sharp P.A., The Discovery of Split Genes and RNA Splicing, in Trends in Biochemical Sciences., vol. 30, n. 6, June 2005,  pp. 279-81, DOI:10.1016/j.tibs.2005.04.002, PMID 15950867.

- Johnson D.M., Yamaji S., Tennant J., Srai S.K., Sharp P.A., Regulation of Divalent Metal Transporter Expression in Human Intestinal Epithelial Cells Following Exposure to Non-haem Iron, in FEBS Lett., vol. 579, n. 9, 28 marzo 2005,  pp. 1923-9, DOI:10.1016/j.febslet.2005.02.035, PMID 15792797.

- Neilson J.R., Sharp P.A., Herpesviruses Throw a Curve Ball: New Insights into microRNA Biogenesis and Evolution, in Nat Methods, vol. 2, n. 4, April 2005,  pp. 252-4, DOI:10.1038/nmeth0405-252, PMID 15782215.

- Grishok A., Sinskey J.L., Sharp P.A., Transcriptional Silencing of a Transgene by RNAi in the Soma of C. elegans, in Genes Dev., vol. 19, n. 6, 15 marzo 2005,  pp. 683-96, DOI:10.1101/gad.1247705, PMC 1065722, PMID 15741313.

- Sharp P.A. e P Sharp, Phillip Sharp Discusses RNAi, Nobel Prizes and Entrepreneurial Science, in Drug Discov Today, vol. 10, n. 1, 1º gennaio 2005,  pp. 7-10, DOI:10.1016/S1359-6446(04)03329-X, PMID 15676292.

- Lee K.B., Sharp P.A., Transcription-dependent Polyubiquitination of RNA Polymerase II Requires Lysine 63 of Ubiquitin, in Biochemistry, vol. 43, n. 48, 7 dicembre 2004,  pp. 15223-9, DOI:10.1021/bi048719x, PMID 15568815.

- Mansfield J.H., Harfe B.D., Nissen R., Obenauer J., Srineel J., Chaudhuri A., Farzan-Kashani R., Zuker M., Pasquinelli A.E., Ruvkun G., Sharp P.A., Tabin C.J., McManus M.T., MicroRNA-responsive 'Sensor' Transgenes Uncover Hox-like and Other Developmentally Regulated Patterns of Vertebrate MicroRNA Expression, in Nat. Genet., vol. 36, n. 10, October 2004,  pp. 1079-83, DOI:10.1038/ng1421, PMID 15361871.

- Fairbrother W.G., Holste D., Burge C.B., Sharp P.A., Single Nucleotide Polymorphism-based Validation of Exonic Splicing Enhancers, in PLoS Biol., vol. 2, n. 9, September 2004,  pp. E268, DOI:10.1371/journal.pbio.0020268, PMC 514884, PMID 15340491.

- Novina C.D., Sharp P.A., The RNAi Revolution, in Nature, vol. 430, n. 6996, 8 luglio 2004,  pp. 161-4, DOI:10.1038/430161a, PMID 15241403.

- Ventura A., Meissner A., Dillon C.P., McManus M., Sharp P.A., Van Parijs L., Jaenisch R., Jacks T., Cre-lox-regulated Conditional RNA Interference from Transgenes, in Proc Natl Acad Sci U S A., vol. 101, n. 28, 13 luglio 2004,  pp. 10380-5, DOI:10.1073/pnas.0403954101, PMC 478580, PMID 15240889.